# Comunidad imaginada
La comunidad imaginada es un concepto acuñado por Benedict Anderson que sostiene que una nación es una comunidad construida socialmente, es decir, imaginada por las personas que se perciben a sí mismas como parte de este grupo. En su libro Comunidades imaginadas (1983), Anderson explica el concepto en profundidad.

## Contexto
Benedict Anderson llegó a su teoría debido a que consideró que ni la teoría marxista ni la liberal explicaban adecuadamente el fenómeno del nacionalismo. Anderson pertenece a la escuela "historicista" o "modernista" del nacionalismo, junto con Ernest Gellner y Eric Hobsbawm, cuando postula que las naciones y el nacionalismo son productos de la modernidad y han sido creados como medios para fines políticos y económicos. Esta escuela se encuentra en oposición con los primordialistas que creen que las naciones, si no el nacionalismo, han existido desde inicios de la historia humana. Las comunidades imaginadas pueden ser vistas como una forma de construccionismo social a la par con el concepto de Edward Said de las geografías imaginadas.
A diferencia de Gellner y Hobsbawm, Anderson no rechaza la idea del nacionalismo ni cree que el nacionalismo sea obsoleto en un mundo globalizado. Anderson valora el elemento utópico del nacionalismo. Según su teoría de comunidades imaginadas, las principales causas del nacionalismo son la declinante importancia del acceso privilegiado a las lenguas escritas particulares (como el latín) debido a la alfabetización de la masa vernacular; el movimiento en pro de la abolición de las ideas de gobierno por derecho divino y monarquía hereditaria; y el surgimiento del capitalismo de prensa impresa. Todos estos fenómenos tuvieron lugar al inicio de la Revolución Industrial.

## Crítica
Anthony D. Smith afirma que incluso cuando las naciones son el producto de la modernidad, es posible encontrar elementos étnicos que sobreviven en las naciones modernas. Los grupos étnicos difieren de las naciones, ya que estas últimas son el resultado de una triple revolución que comienza con el desarrollo del capitalismo y lleva a la centralización burocrática y cultural, junto a la pérdida de poder de la Iglesia católica; sin embargo, Smith sostiene que existen muchos casos de naciones que poseen elementos premodernos, es decir elementos étnicos anteriores al proceso de modernización. En todo caso la propuesta de Smith, el etnosimbolismo, también ha recibido críticas por parte de los defensores de la explicación modernista.